# 覚日
覚日（かくじつ/かくにち、生没年不詳）は、平安時代後期の鞍馬寺の僧侶。禅林坊阿闍梨覚日。蓮忍の弟子。姓は藤原。

## 人物
源義経はおよそ7歳（11歳とも）の頃から、鞍馬寺に預けられ、遮那王と称し、覚日の弟子となって修行に励んだ。『義経記』によると、これは師の蓮忍が源義朝の祈祷師を務めていた縁であると言う（蓮忍は高齢であった為、覚日が養育した）。

## 関連作品
テレビドラマ
- 『源義経』（1966年、NHK大河ドラマ）演：生井健夫
- 『源義経』（1990年、TBS）演：千葉真一
- 『義経』（2005年、NHK大河ドラマ）演：塩見三省